# Hägersten-Liljeholmen
Hägersten-Liljeholmen é um distrito da cidade de Estocolmo.